# X Sonata fortepianowa Beethovena

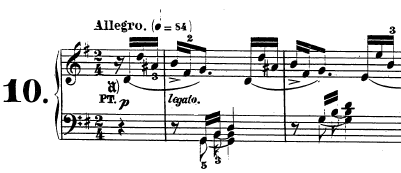
Początek Sonaty op. 14 nr 2

Sonata fortepianowa nr 10 G-dur op. 14 nr 2 Ludwiga van Beethovena to druga z dwóch sonat op. 14, zadedykowanych baronowej Josefie von Braun. Skomponowana została w latach 1798–99. Wykonanie utworu trwa około 15 minut.

## Części utworu
1. Allegro (G-dur)
2. Andante (wariacje w C-dur)
3. Scherzo. Allegro assai (G-dur)

Ostatnią częścią jest scherzo w formie ronda, które kończy się na dwóch najniższych klawiszach ówczesnego fortepianu.